# 648

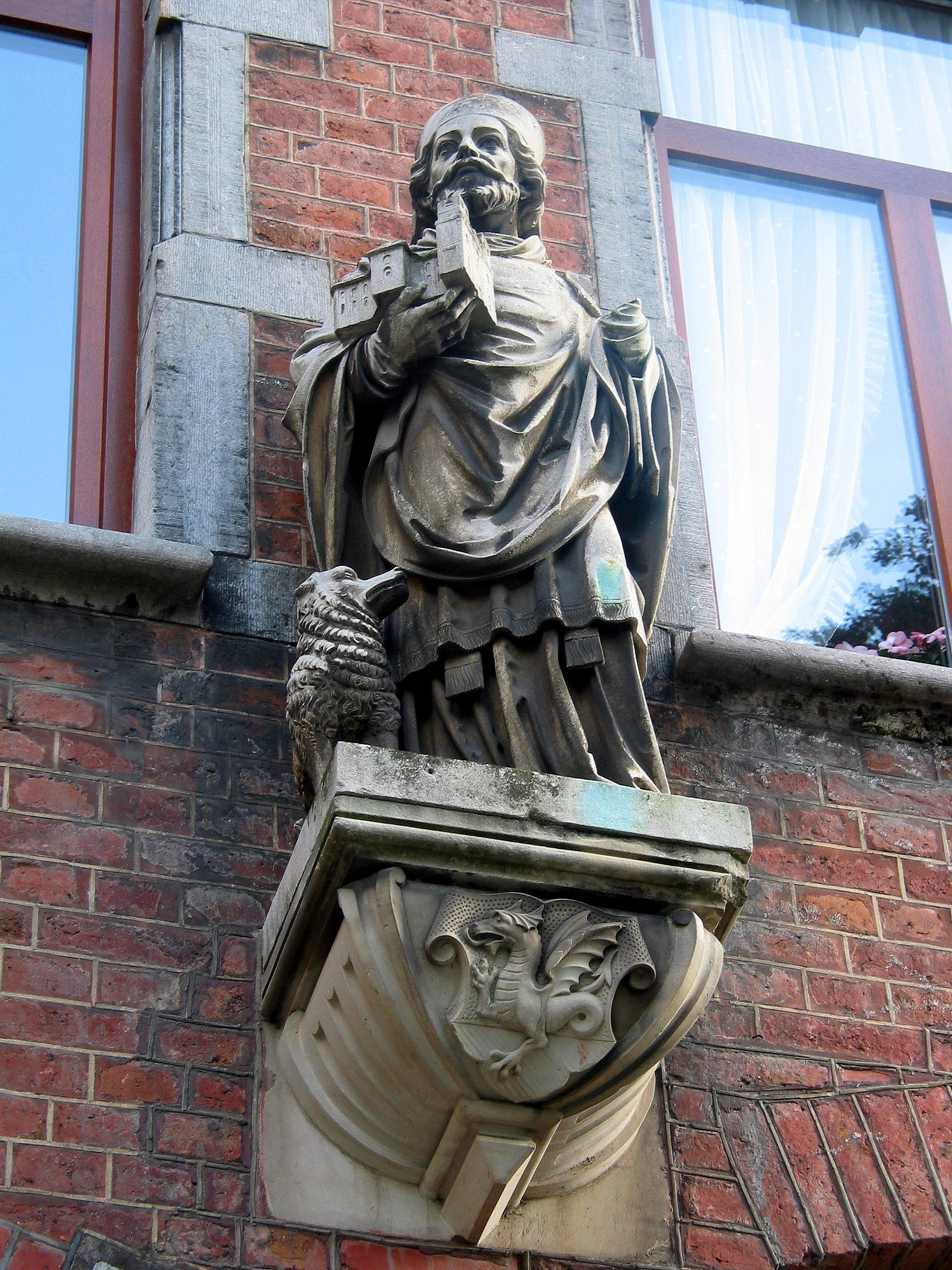
Beeldje van Remaclus (ca. 600-673)

Het jaar 648 is het 48e jaar in de 7e eeuw volgens de christelijke jaartelling.

## Gebeurtenissen

### Byzantijnse Rijk
- Keizer Constans II neemt stappen om een eind te maken aan de godsdienstige tweespalt in het Byzantijnse Rijk. Op voorstel van patriarch Paulus II, vaardigt hij een keizerlijk edict uit, de zogenaamde Typos, dat alle verdere discussie over het monotheletisme verbiedt. Op overtreding van dit verbod staat geseling, gevangenisstraf of verbanning.
- Constantinopel verdringt Rome als spirituele hoofdstad. De stad is slechts een schim van zijn glorieuze verleden en wordt bestuurd door het exarchaat Ravenna. De twee steden worden met elkaar verbonden door een smalle, bijna 250 kilometer lange corridor, dwars door het gebied dat beheerst wordt door de Longobarden.

### Europa
- Koning Sigibert II van Austrasië wordt door bisschop Remaclus geadviseerd om een dubbelklooster te vestigen in de Ardennen. Hij begint er de kerstening en sticht de abdij van Stavelot en Malmedy.

## Geboren
- Kōbun, keizer van Japan (overleden 672)
- Radboud, koning van de Friezen (waarschijnlijke datum)